# Fuoco di sant'Elmo

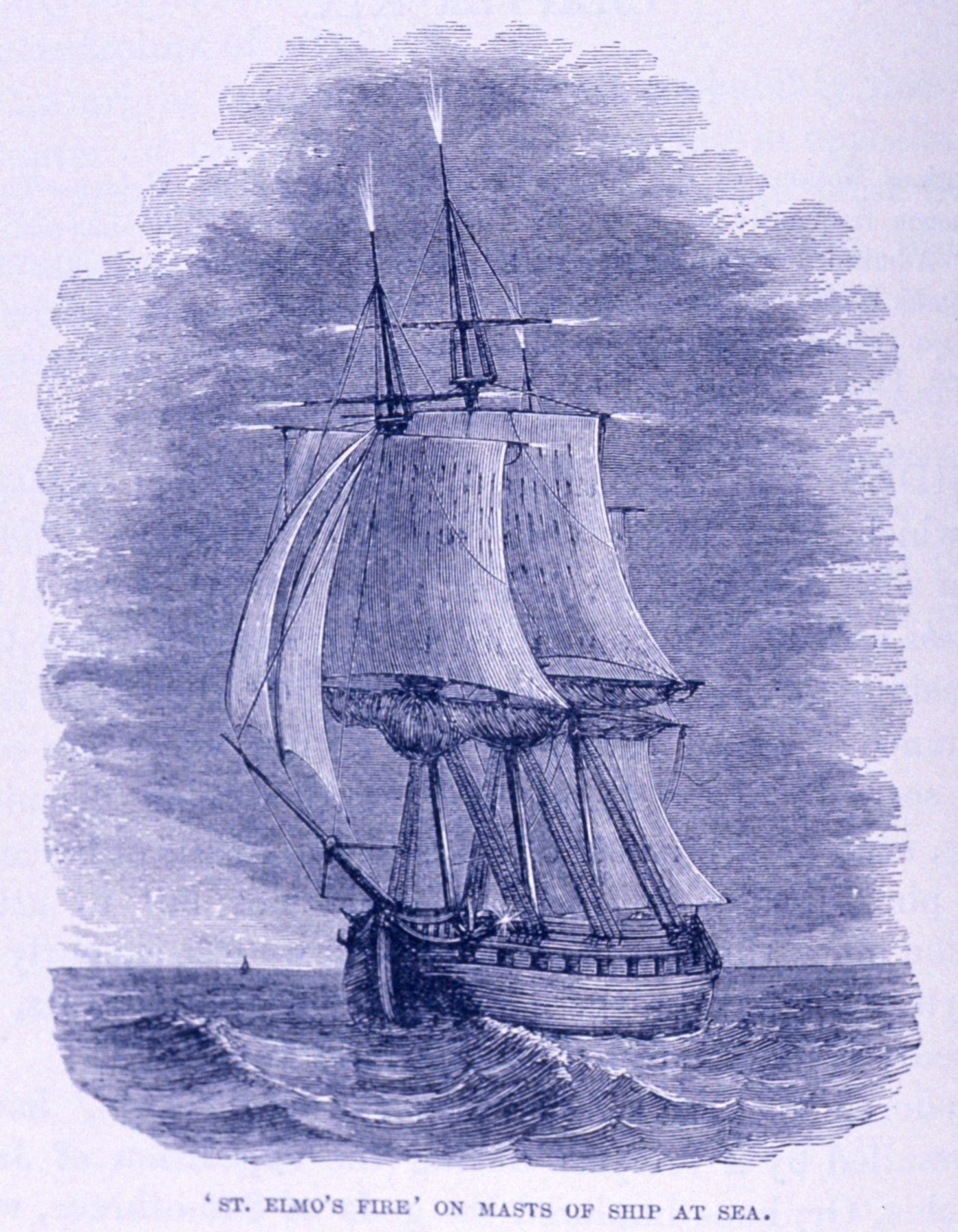
Fuoco di sant'Elmo su una nave in mare

Il fuoco di sant'Elmo è una scarica elettro-luminescente provocata dalla ionizzazione dell'aria durante un temporale, all'interno di un forte campo elettrico. Il fenomeno prende il nome da sant'Erasmo di Formia (detto anche sant'Elmo), vescovo e martire, santo patrono dei naviganti, che consideravano la sua invocazione di buon auspicio durante tempeste e incendi. Il nome è dovuto al fatto che il fenomeno spesso appare sulla testa dell'albero maestro delle navi durante i temporali in mare.

## Fenomenologia
Benjamin Franklin nel 1749 osservò che si trattava di un fenomeno di natura elettrica. Fisicamente, si manifesta come un bagliore brillante, bianco-bluastro, che in alcune circostanze appare come un fuoco, spesso in getti doppi o tripli, che scaturisce da strutture alte e appuntite, come alberi maestri, guglie e ciminiere.
Anche se viene chiamato "fuoco", il fuoco di sant'Elmo è in effetti una specie di plasma, causato dalla massiccia differenza di potenziale atmosferico, combinata al potere disperdente delle punte. Può anche apparire tra le punte delle corna del bestiame durante un temporale, o tra oggetti appuntiti nel mezzo di un tornado, ma non si tratta dello stesso fenomeno del fulmine globulare, anche se i due sono correlati.

## Storia
(Herman Melville, Moby Dick)
Nell'antica Grecia, l'apparire di un fuoco singolo era chiamato Elena, se doppio invece era detto Castore e Polluce. È anche chiamato "corpusants" in molte lingue tra cui l'inglese, il cui significato deriva dal portoghese "corpo santo".
Una leggenda narra, inoltre, che quando Sant'Erasmo da Formia venne arso vivo, forse sotto Diocleziano, sulla cima della pira del rogo si vide comparire una fiamma bluastra, ritenuta dai presenti l'anima del santo che si innalzava al cielo.
Riferimenti al fuoco di sant'Elmo, spesso detto anche "corposanti" o "corpusanti", dal latino corpus sancti (ovvero corpo del santo o sostanza del santo), si possono trovare nelle opere di Giulio Cesare, di Plinio il Vecchio, nel diario che Antonio Pigafetta scrisse durante il suo viaggio con Ferdinando Magellano, in Viaggio di un naturalista intorno al mondo di Charles Darwin, in Moby Dick di Herman Melville, nell'omonimo film interpretato da Gregory Peck, in Viaggio al centro della Terra di Jules Verne, nell'Orlando Furioso di Ludovico Ariosto dove viene chiamato di santo Ermo, ne La ballata del vecchio marinaio di Samuel Taylor Coleridge (v. 128), ne Il Corsaro Nero di Emilio Salgari, in Jim Bottone e i 13 pirati di Michael Ende e, più recentemente, in Mattatoio n. 5 di Kurt Vonnegut o ancora in La collina delle fate di Diana Gabaldon e in Pet Sematary di Stephen King, ne Il vino della solitudine di Irène Némirosvskj, nel libro di Richard Henry Dana jr. Due anni a prora.

## Riferimenti nella cultura di massa
- Nel videogioco Final Fantasy VII, un nemico chiamato Ghost Ship (Nave Fantasma), dalla forma di un veliero corredato di una spettrale polena scheletrica, utilizza un attacco chiamato "St. Elmo's Fire" (Fuoco di Sant'Elmo, per l'appunto).
- "St. Elmo's Fire" è il titolo di un film americano del 1985 diretto da Joel Schumacher.
- "St. Elmo's Fire" è una canzone presente nell'album Another Green World di Brian Eno.